# Quatrième circonscription du Bas-Rhin
La quatrième circonscription du Bas-Rhin est l'une des 9 circonscriptions législatives françaises que compte le département du Bas-Rhin situé en région Grand-Est.

## Description géographique et démographique

### De 1958 à 1986
Le département avait huit circonscriptions.
La quatrième circonscription du Bas-Rhin était composée de :
- canton de Barr
- canton de Benfeld
- canton d'Erstein
- canton de Marckolsheim
- canton d'Obernai
- canton de Sélestat

Source : Journal Officiel du 14-15 Octobre 1958.

### Depuis 1986
La quatrième circonscription du Bas-Rhin est composée de : 
- Canton de Lingolsheim (communes de : Achenheim, Blaesheim, Breuschwickersheim, Entzheim, Fegersheim, Geispolsheim, Hangenbieten, Holtzheim, Holtzheim, Kolbsheim)
- Canton de Bouxwiller (communes de : Berstett, Dingsheim, Dossenheim-Kochersberg, Durningen, Fessenheim-le-Bas, Furdenheim, Gougenheim, Griesheim-sur-Souffel, Handschuheim, Hurtigheim, Ittenheim, Kienheim et  Kuttolsheim)
- Canton de Hœnheim (communes de : Eckbolsheim et Lampertheim)
- Commune de Eschau (canton d'Illkirch-Graffenstaden)
- Commune de Duppigheim (canton de Molsheim)

De 1958 à 1986 s'ajoutait à ces cantons celui de Schiltigheim, aujourd'hui partie intégrante de la troisième circonscription, et quelques communes du canton de Hochfelden ; ce dernier est aujourd'hui intégré dans la septième circonscription.
Circonscription à la fois rurale, autour du Kochersberg notamment, et périurbaine dans les cantons d'Illkirch et de Hœnheim, elle regroupe la périphérie proche de la ville de Strasbourg. Il s'agit de l'une des circonscriptions les plus peuplées d'Alsace, avec plus de 120 000 habitants. Son canton le plus peuplé est celui d'Illkirch.
La circonscription est assez largement catholique. Les anciens cantons de Truchtersheim et Geispolsheim sont très largement catholiques même si certaines communes de ces cantons sont protestantes.
La pratique du dialecte reste relativement développée dans l'ensemble des cantons de la circonscription, et notamment dans le canton rural de Truchtersheim. Historiquement la pratique du français est restée très faible jusque dans les années 1950-1960, et cela dans l'ensemble des cantons.

## Description politique
La quatrième circonscription du Bas-Rhin fut longtemps considérée comme celle de « Strasbourg-Campagne », rassemblant des cantons plutôt ruraux orientés vers la ville de Strasbourg. Aujourd'hui, la plupart des cantons la composant peuvent être considérés comme périurbains, le canton de Truchtersheim étant cependant nettement plus rural que les trois autres.
Le premier découpage de la circonscription, établi en 1928, permit l'élection du démocrate Charles Frey, futur maire de Strasbourg, qui fut réélu en 1932 avec le soutien du parti catholique, mais battu en 1936 par le communiste "orthodoxe" Alfred Daul, qui l'emporta à la surprise générale en raison des divisions internes du centre-droit alsacien. La candidature du "catholique indépendant" Jacques Fonlupt-Espéraber, maintenue au second tour, provoqua alors l'échec de Frey. La circonscription était aussi le terrain d'implantation du leader autonomiste Karl Roos, qui ne réussit cependant pas à l'emporter lors des scrutins de 1928, 1932 et 1936.
À l'instar de la plupart des circonscriptions alsaciennes, l'affrontement politique s'est par la suite longtemps résumé à une opposition entre les gaullistes et les démocrates-chrétiens, marquée par une forte domination des partisans du général de Gaulle.
Initialement détenu par le député MRP Étienne Lux, qui l'avait assez nettement emporté, avec le soutien des gaullistes, sur le maire de Schiltigheim Georges Ritter en 1958 ; la circonscription est assez rapidement passée aux mains du candidat proche des gaullistes en 1962, Georges Ritter, qui avait été exclu du CNIP pour s'être prononcé pour le "oui" au référendum de 1962. Celui-ci fut assez facilement réélu au premier tour en 1967 et 1968. Georges Ritter, bien que non membre des partis gaullistes, s'était apparenté au groupe UDR à l'assemblée, il s'appuyait tout à la fois sur le légitimisme des électeurs de la circonscription (De Gaulle y avait obtenu 73,5 % en 1965) et sur son implantation personnelle à Schiltigheim, canton le plus à gauche de la circonscription. En 1971, il fut cependant battu à la mairie par une liste centriste d'obédience démocrate-chrétienne. Cet échec le poussa à ne pas se représenter à la députation en 1973. Jean-Claude Burckel, « jeune espoir » de l'UDR, lui succéda alors en l'emportant contre le nouveau maire de Schiltigheim Paul Schwebel. Tout comme Georges Ritter, Jean-Claude Burckel renonça à se représenter à la suite de son échec à la conquête de la ville de Schiltigheim en 1977. Le maire d'Illkirch, André Durr, fut élu très largement au second tour contre le candidat socialiste en 1978. Il fut facilement réélu en 1981, 1986 (en menant la liste RPR), 1988 et 1993, et s'imposa comme le chef du RPR du Bas-Rhin au cours des années 1980, un leadership qui lui fut cependant fortement contesté.
En 1995, André Durr fut déchu de son mandat à la suite d'une accusation de concussion, qui s'avéra fondée. L'élection partielle organisée à la fin de 1995 pour pourvoir ce siège renforça encore la domination démocrate-chrétienne dans le Bas-Rhin. La primaire entre le CDS Yves Bur, maire de Lingolsheim, et André Stoeffler (RPR), maire de Holtzheim, tourna en effet nettement à l'avantage du premier, qui l'emporta au second tour contre le FN Georges-Pierre Noth. Yves Bur fut à nouveau réélu contre Georges-Pierre Noth en 1997 avec 71 % des voix. En 2002, il remporta le siège dès le premier tour avec plus de 57 % des voix, il dépassait la majorité absolue dans l'ensemble des communes de la circonscription, à l'exception d'Ostwald.
La circonscription reste depuis sa création, et après son remaniement en 1986, largement acquise à la droite. Longtemps considérée comme un bastion du gaullisme, qui la détint pendant plus de trente ans et qui tenait la plupart des cantons, la circonscription est aussi le "berceau" politique de Daniel Hoeffel, longtemps figure majeure du centrisme alsacien et maire de Handschuheim. Ainsi, pendant les années 2010, d'anciens membres du RPR détiennent les cantons de Mundolsheim, Geispolsheim et Illkirch, un ancien proche de l'UDF celui de Truchtersheim. La droite réalise ses plus forts scores dans le canton rural de Truchtersheim, mais est aussi très bien implantée dans les cantons de Mundolsheim et Geispolsheim. La gauche reste très marginale dans l'ensemble de la circonscription, mais elle est assez forte dans le canton d'Illkirch. La ville d'Illkirch-Graffenstaden, tenue depuis 1995 par un maire PS, reste assez favorable à la droite lors des élections nationales. La ville d'Ostwald, longtemps bastion de la gauche, est passée à droite en 2001. Le FN devient un acteur important dans la circonscription au début des années 1990 et le reste depuis, il a été présent au second tour en 1993, 1995 et 1997. Il réalise ses meilleurs scores à Illkirch, mais a subi, lors des élections régionales et cantonales, la concurrence du mouvement Alsace d’Abord.

En 1988, la circonscription vote majoritairement pour Jacques Chirac (52,1 %) au second tour de la présidentielle.
En 1995, elle place Jean-Marie Le Pen en tête (25,3 %) devant Édouard Balladur (24,2 %), Jacques Chirac (17,3 %) et Lionel Jospin (17,1 %). Au deuxième tour elle choisit très largement Jacques Chirac (60,7 %) contre Lionel Jospin.
En 2002, Jean-Marie Le Pen (FN) se place à nouveau en tête (22,2 %) devant Jacques Chirac (UMP; 18,7 %), François Bayrou (UDF; 12,9 %) et Lionel Jospin (PS; 11,1 %).
En 2007, elle vote Nicolas Sarkozy (UMP; 39,9 %), devant François Bayrou (UDF; 23,48 %), Ségolène Royal (PS;  16,08 %), et Jean-Marie Le Pen (FN; 10,79 %).
Les élections présidentielle et législatives de 2007 ont largement confirmé l'ancrage à droite de la circonscription, atténuant même les différences relatives entre les cantons la composant. Nicolas Sarkozy a frôlé les 40 % au premier tour, réalisant son meilleur score départemental à Truchtersheim, mais réalisant plus de 35 % dans les trois autres cantons. François Bayrou se plaçait en seconde position, progressant de plus de 10 points par rapport à 2002, et retrouvant certains scores de la démocratie-chrétienne des années 1960-70. Il réalisait son meilleur score à Truchtersheim, mais dépassait 20 % dans l'ensemble des cantons et dépassait Ségolène Royal à Illkirch-Graffenstaden et Ostwald. Celle-ci réalisait un score inférieur à celui de Lionel Jospin en 1995, ne dépassant la barre des 20 % dans aucun canton. Enfin Jean-Marie Le Pen connaissait un effondrement de son score de 2002, principalement au profit de Nicolas Sarkozy, mais aussi partiellement de François Bayrou. Sa baisse était particulièrement marquée à Illkirch. Au second tour, Nicolas Sarkozy réalisa un résultat très important - le plus fort depuis 1974 - dans la circonscription, frôlant les 68 %, et dépassant 70 % à Truchtersheim. Il réalisait aussi 64 % des voix à Illkirch, ville gérée par le PS, et 65 % à Lingolsheim et Ostwald. Ségolène Royal ne dépassait pas 30 % à Truchtersheim, et 40 % nulle part.
Les élections législatives de juin confirmèrent et amplifièrent le résultat de la présidentielle, le député sortant étant réélu au premier tour. Yves Bur réalisait un score comparable à celui de 2002 (56,8 %), le candidat du PS Claude Froehly adjoint au maire d'Illkirch atteignait 15,7 %, la candidate Modem Anne Meunier, peu connue, récoltait 11,1 % des voix, enfin l'effondrement du FN se confirmait, sa candidate ne récoltant que 5 % des voix. Le député sortant dépassait la majorité absolue dans l'ensemble des cantons, dépassant par ailleurs 60 % à Truchtersheim. Le candidat PS était nettement marginalisé dans l'ensemble des cantons, n'empêchant pas Yves Bur de dépasser 50 % à Illkirch. La candidate Modem dépassait 10 % dans l'ensemble des cantons, mais ne retrouvait pas une grande partie des électeurs Bayrou, partis principalement vers le candidat UMP et l'abstention.
De ce fait, l'orientation politique de la circonscription sort plutôt renforcée par les dernières échéances. La droite s'est renforcée dans les cantons de Geispolsheim, Mundolsheim et Illkirch, ainsi qu'à Truchtersheim. Ce dernier canton plus rural reste le fief de la droite, Nicolas Sarkozy y ayant dépassé 70 % et Yves Bur 60 %. La domination de la droite est très nette à Geispolsheim et Mundolsheim, et dans la ville tenu par le PS d'Illkirch, où la candidate PS n'a réalisé que 35 % le 6 mai. De même l'ancienne ville socialiste d'Ostwald s'est largement prononcée pour Nicolas Sarkozy (63 %). La faiblesse de la gauche reste donc généralisée ici, aussi bien dans les villes qu'en milieu rural.

## Historique des députations
| Législature | Début de mandat | Fin de mandat  | Député              | Parti politique | Observations |
| ----------- | --------------- | -------------- | ------------------- | --------------- | --- |
| Ire         | 9 décembre 1958 | 9 octobre 1962 | Étienne Lux         | MRP             | Maire d'Offenheim Mandat écourté à la suite d'une dissolution parlementaire décidée par Charles de Gaulle. |
| IIe         | 6 décembre 1962 | 2 avril 1967   | Georges Ritter      | CNIP puis RI    | Maire de Schiltigheim |
| IIIe        | 3 avril 1967    | 30 mai 1968    | Georges Ritter      | UDVe            | Maire de Schiltigheim Mandat écourté à la suite d'une dissolution parlementaire décidée par Charles de Gaulle. |
| IVe         | 11 juillet 1968 | 1er avril 1973 | Georges Ritter      | UDR             | Maire de Schiltigheim |
| Ve          | 2 avril 1973    | 2 avril 1978   | Jean-Claude Burckel | UDR puis RPR    | Conseiller régional |
| VIe         | 3 avril 1978    | 22 mai 1981    | André Durr          | RPR             | Maire d'Illkirch-Graffenstaden Mandat écourté à la suite d'une dissolution parlementaire décidée par François Mitterrand. |
| VIIe        | 2 juillet 1981  | 1er avril 1986 | André Durr          | RPR             | Maire d'Illkirch-Graffenstaden |
| VIIIe       | 2 avril 1986    | 14 mai 1988    | André Durr          | RPR             | Maire d'Illkirch-Graffenstaden Proportionnelle par département, pas de député par circonscription. Mandat écourté à la suite d'une dissolution parlementaire décidée par François Mitterrand.                                                                         |
| IXe         | 23 juin 1988    | 1er avril 1993 | André Durr          | RPR             | Maire d'Illkirch-Graffenstaden |
| Xe          | 2 avril 1993    | 21 avril 1997  | André Durr          | RPR             | André Durr fut déchu de son mandat à la suite d'une condamnation pour concussion. Yves Bur (UDF-CDS) fut élu à l'occasion de l'élection partielle successive à cette déchéance. Mandat écourté à la suite d'une dissolution parlementaire décidée par Jacques Chirac. |
| Xe          |                 |                | Yves Bur            | UDF-CDS         | André Durr fut déchu de son mandat à la suite d'une condamnation pour concussion. Yves Bur (UDF-CDS) fut élu à l'occasion de l'élection partielle successive à cette déchéance. Mandat écourté à la suite d'une dissolution parlementaire décidée par Jacques Chirac. |
| XIe         | 12 juin 1997    | 18 juin 2002   | Yves Bur            | UDF-CDS         | Maire de Lingolsheim |
| XIIe        | 19 juin 2002    | 19 juin 2007   | Yves Bur            | UMP             | Maire de Lingolsheim |
| XIIIe       | 20 juin 2007    | 19 juin 2012   | Yves Bur            | UMP             | Maire de Lingolsheim |
| XIVe        | 20 juin 2012    | 20 juin 2017   | Sophie Rohfritsch   | UMP puis LR     | Maire de Lampertheim |
| XVe         | 21 juin 2017    | 21 juin 2022   | Martine Wonner      | LREM SE (2020)  | Quitte La République en marche en mai 2020. |
| XVIe        | 22 juin 2022    | 9 juin 2024    | Françoise Buffet    | REM             | Mandat écourté à la suite d'une dissolution parlementaire décidée par Emmanuel Macron. |

## Historique des élections

### Élections de 1958
| Candidat       | Candidat       | Parti          | Premier tour | Premier tour | Second tour | Second tour |  |
| Candidat       | Candidat       | Parti          | Voix         | %            | Voix        | %           |  |
| -------------- | -------------- | -------------- | ------------ | ------------ | ----------- | ----------- |  |
|                | Albert Ehm élu | UNR            | 22 456       | 48,52        | 24 961      | 54,05       |  |
|                | Daniel Tubach  | MRP            | 21 741       | 46,98        | 21 220      | 45,95       |  |
|                | Étienne Werler | PCF            | 2 081        | 4,5          |             |             |  |
|                |                |                |              |              |             |             |  |
| Inscrits       | Inscrits       | Inscrits       | 57 918       | 100,00       | 58 207      | 100,00      |  |
| Abstentions    | Abstentions    | Abstentions    | 10 109       | 17,45        | 10 839      | 18,62       |  |
| Votants        | Votants        | Votants        | 47 809       | 82,55        | 47 368      | 81,38       |  |
| Blancs et nuls | Blancs et nuls | Blancs et nuls | 1 531        | 3,2          | 1 187       | 2,51        |  |
| Exprimés       | Exprimés       | Exprimés       | 46 278       | 96,8         | 46 181      | 97,49       |  |

Le Docteur Philippe Badina, médecin à Erstein, était le suppléant d'Albert Ehm.

### Élections de 1962
|                | Albert Ehm sortant réélu | UNR-UDT        | 28 442 | 64,59  |  |  |  |
|                | Alfred Kieffer           | MRP            | 13 316 | 30,24  |  |  |  |
|                | Étienne Werler           | PCF            | 2 277  | 5,17   |  |  |  |
|                |                          |                |        |        |  |  |  |
| Inscrits       | Inscrits                 | Inscrits       | 59 809 | 100,00 |  |  |  |
| Abstentions    | Abstentions              | Abstentions    | 13 877 | 23,2   |  |  |  |
| Votants        | Votants                  | Votants        | 45 932 | 76,8   |  |  |  |
| Blancs et nuls | Blancs et nuls           | Blancs et nuls | 1 897  | 4,13   |  |  |  |
| Exprimés       | Exprimés                 | Exprimés       | 44 035 | 95,87  |  |  |  |

Le Docteur Philippe Badina, médecin à Erstein, était le suppléant d'Albert Ehm.

### Élections de 1967
|                | Albert Ehm sortant réélu | UD-Ve          | 23 984 | 50,26  |  |  |  |
|                | Georges Klein            | CD (PDM)       | 19 210 | 40,25  |  |  |  |
|                | Étienne Werler           | PCF            | 4 529  | 9,49   |  |  |  |
|                |                          |                |        |        |  |  |  |
| Inscrits       | Inscrits                 | Inscrits       | 59 104 | 100,00 |  |  |  |
| Abstentions    | Abstentions              | Abstentions    | 8 844  | 14,96  |  |  |  |
| Votants        | Votants                  | Votants        | 50 260 | 85,04  |  |  |  |
| Blancs et nuls | Blancs et nuls           | Blancs et nuls | 2 537  | 5,05   |  |  |  |
| Exprimés       | Exprimés                 | Exprimés       | 47 723 | 94,95  |  |  |  |

Eric Koegler, maire d'Obenheim, était le suppléant d'Albert Ehm.

### Élections de 1968
|                | Albert Ehm sortant réélu | UDR (URP)      | 31 344 | 65,55  |  |  |  |
|                | Georges Klein            | CD (PDM)       | 11 911 | 24,91  |  |  |  |
|                | Étienne Werler           | PCF            | 2 850  | 5,96   |  |  |  |
|                | René Carl                | FGDS (CIR)     | 1 712  | 3,58   |  |  |  |
|                |                          |                |        |        |  |  |  |
| Inscrits       | Inscrits                 | Inscrits       | 60 048 | 100,00 |  |  |  |
| Abstentions    | Abstentions              | Abstentions    | 10 961 | 18,25  |  |  |  |
| Votants        | Votants                  | Votants        | 49 087 | 81,75  |  |  |  |
| Blancs et nuls | Blancs et nuls           | Blancs et nuls | 1 270  | 2,59   |  |  |  |
| Exprimés       | Exprimés                 | Exprimés       | 47 817 | 97,41  |  |  |  |

Le suppléant d'Albert Ehm était Guy Sautter, Conseiller aux Communautés Européennes.

### Élections de 1973
| Candidat       | Candidat                 | Parti          | Premier tour | Premier tour | Second tour | Second tour |  |
| Candidat       | Candidat                 | Parti          | Voix         | %            | Voix        | %           |  |
| -------------- | ------------------------ | -------------- | ------------ | ------------ | ----------- | ----------- |  |
|                | Albert Ehm sortant réélu | UDR (URP)      | 24 044       | 48,69        | 24 109      | 52,81       |  |
|                | Georges Klein            | CD (MR)        | 16 503       | 33,42        | 21 541      | 47,19       |  |
|                | Joseph Schoepff          | PS (UGSD)      | 5 465        | 11,07        |             |             |  |
|                | Gilbert Hugel            | PCF            | 3 370        | 6,82         |             |             |  |
|                |                          |                |              |              |             |             |  |
| Inscrits       | Inscrits                 | Inscrits       | 62 166       | 100,00       | 62 188      | 100,00      |  |
| Abstentions    | Abstentions              | Abstentions    | 10 309       | 16,58        | 12 898      | 20,74       |  |
| Votants        | Votants                  | Votants        | 51 857       | 83,42        | 49 290      | 79,26       |  |
| Blancs et nuls | Blancs et nuls           | Blancs et nuls | 2 475        | 4,77         | 3 640       | 7,38        |  |
| Exprimés       | Exprimés                 | Exprimés       | 49 382       | 95,23        | 45 650      | 92,62       |  |

Le suppléant d'Albert Ehm était Guy Sautter.

### Élections de 1978
| Candidat       | Candidat          | Parti             | Premier tour | Premier tour | Second tour | Second tour |  |
| Candidat       | Candidat          | Parti             | Voix         | %            | Voix        | %           |  |
| -------------- | ----------------- | ----------------- | ------------ | ------------ | ----------- | ----------- |  |
|                | Georges Klein élu | UDF (CDS)         | 22 885       | 38,59        | 41 762      | 72,05       |  |
|                | Guy Sautter       | RPR               | 17 203       | 29,01        | Retrait     | Retrait     |  |
|                | Louis Boltz       | PS                | 10 265       | 17,31        | 16 202      | 27,95       |  |
|                | Gilbert Hugel     | PCF               | 3 354        | 5,66         |             |             |  |
|                | Roland Fitzer     | Divers écologiste | 2 977        | 5,02         |             |             |  |
|                | Michel Dontenwill | Divers droite     | 1 370        | 2,31         |             |             |  |
|                | Brigitte Tejon    | LO                | 1 255        | 2,12         |             |             |  |
|                |                   |                   |              |              |             |             |  |
| Inscrits       | Inscrits          | Inscrits          | 71 649       | 100,00       | 71 650      | 100,00      |  |
| Abstentions    | Abstentions       | Abstentions       | 10 711       | 14,95        | 11 743      | 16,39       |  |
| Votants        | Votants           | Votants           | 60 938       | 85,05        | 59 907      | 83,61       |  |
| Blancs et nuls | Blancs et nuls    | Blancs et nuls    | 1 629        | 2,67         | 1 943       | 3,24        |  |
| Exprimés       | Exprimés          | Exprimés          | 59 309       | 97,33        | 57 964      | 96,76       |  |

Le suppléant de Georges Klein était Germain Gengenwin, gérant de coopérative agricole, maire de Schaeffersheim. Germain Gengenwin remplaça Georges Klein, décédé, du 20 octobre 1980 au 22 mai 1981.

### Élections de 1981
| Candidat       | Candidat                        | Parti          | Premier tour | Premier tour | Second tour | Second tour |  |
| Candidat       | Candidat                        | Parti          | Voix         | %            | Voix        | %           |  |
| -------------- | ------------------------------- | -------------- | ------------ | ------------ | ----------- | ----------- |  |
|                | Germain Gengenwin sortant réélu | UDF (CDS)      | 16 127       | 32,32        | 21 092      | 38,81       |  |
|                | Guy Sautter                     | Divers droite  | 16 023       | 32,12        | 15 086      | 27,76       |  |
|                | Louis Boltz                     | PS             | 13 839       | 27,74        | 18 169      | 33,43       |  |
|                | Martine Offenstein-Herber       | MÉP            | 2 455        | 4,92         |             |             |  |
|                | Gilbert Hugel                   | PCF            | 1 178        | 2,36         |             |             |  |
|                | Alfred Pflaum                   | Divers droite  | 266          | 0,53         |             |             |  |
|                |                                 |                |              |              |             |             |  |
| Inscrits       | Inscrits                        | Inscrits       | 75 058       | 100,00       | 75 055      | 100,00      |  |
| Abstentions    | Abstentions                     | Abstentions    | 23 635       | 31,49        | 19 525      | 26,01       |  |
| Votants        | Votants                         | Votants        | 51 423       | 68,51        | 55 530      | 73,99       |  |
| Blancs et nuls | Blancs et nuls                  | Blancs et nuls | 1 535        | 2,99         | 1 183       | 2,13        |  |
| Exprimés       | Exprimés                        | Exprimés       | 49 888       | 97,01        | 54 347      | 97,87       |  |

Le suppléant de Germain Gengenwin était Jean Dock (Mouvement Initiatives Alsaciennes), maire adjoint de Barr.

### Élections de 1988
| Candidat       | Candidat                 | Parti                      | Premier tour | Premier tour | Second tour | Second tour |  |
| Candidat       | Candidat                 | Parti                      | Voix         | %            | Voix        | %           |  |
| -------------- | ------------------------ | -------------------------- | ------------ | ------------ | ----------- | ----------- |  |
|                | André Durr sortant réélu | RPR (URC)                  | 25 989       | 49,22        | 33 972      | 63,34       |  |
|                | Claude Fritsch           | PS                         | 10 485       | 19,86        | 19 661      | 36,66       |  |
|                | André Fougerousse        | Divers gauche (Maj. prés.) | 8 189        | 15,51        |             |             |  |
|                | Michel Feuillas          | FN                         | 6 873        | 13,02        |             |             |  |
|                | José Hamm                | PCF                        | 995          | 1,88         |             |             |  |
|                | Lucile Martin            | Extrême droite             | 271          | 0,51         |             |             |  |
|                | André Thomas             | Divers gauche (Maj. prés.) | 0            | 0            |             |             |  |
|                |                          |                            |              |              |             |             |  |
| Inscrits       | Inscrits                 | Inscrits                   | 89 540       | 100,00       | 89 534      | 100,00      |  |
| Abstentions    | Abstentions              | Abstentions                | 35 665       | 39,83        | 34 421      | 38,44       |  |
| Votants        | Votants                  | Votants                    | 53 875       | 60,17        | 55 113      | 61,56       |  |
| Blancs et nuls | Blancs et nuls           | Blancs et nuls             | 1 073        | 1,99         | 1 480       | 2,69        |  |
| Exprimés       | Exprimés                 | Exprimés                   | 52 802       | 98,01        | 53 633      | 97,31       |  |

Le suppléant d'André Durr était Henri Bretz, médecin gynécologue à Lingolsheim.

### Élections de 1993
| Candidat       | Candidat                 | Parti          | Premier tour | Premier tour | Second tour | Second tour |  |
| Candidat       | Candidat                 | Parti          | Voix         | %            | Voix        | %           |  |
| -------------- | ------------------------ | -------------- | ------------ | ------------ | ----------- | ----------- |  |
|                | André Durr sortant réélu | RPR (UPF)      | 25 820       | 43,64        | 34 694      | 70,46       |  |
|                | Georges-Pierre Noth      | FN             | 8 944        | 15,12        | 14 545      | 29,54       |  |
|                | Denis Maurer             | Les Verts (EÉ) | 7 516        | 12,70        |             |             |  |
|                | Jacques Bigot            | PS (ADFP)      | 7 081        | 11,97        |             |             |  |
|                | Jean-Yves Sohm           | Régionaliste   | 4 574        | 7,73         |             |             |  |
|                | Alain Fromont            | LT-LNÉ         | 3 065        | 5,18         |             |             |  |
|                | José Hamm                | PCF            | 1 031        | 1,74         |             |             |  |
|                | Christiane Dodane        | LO             | 893          | 1,51         |             |             |  |
|                | Heidi Piron              | PLN            | 239          | 0,4          |             |             |  |
|                |                          |                |              |              |             |             |  |
| Inscrits       | Inscrits                 | Inscrits       | 96 965       | 100,00       | 96 965      | 100,00      |  |
| Abstentions    | Abstentions              | Abstentions    | 34 604       | 35,69        | 40 058      | 41,31       |  |
| Votants        | Votants                  | Votants        | 62 361       | 64,31        | 56 907      | 58,69       |  |
| Blancs et nuls | Blancs et nuls           | Blancs et nuls | 3 198        | 5,13         | 7 668       | 13,47       |  |
| Exprimés       | Exprimés                 | Exprimés       | 59 163       | 94,87        | 49 239      | 86,53       |  |

Le suppléant d'André Durr était Raymond Vetterhoeffer, UDF, maire de Souffelweyersheim.

### Élections partielles de 1995
À la suite de la déchéance d'André Durr prononcée par le Conseil Constitutionnel.
| Candidat          | Candidat                  | Parti               | Premier tour | Premier tour | Second tour | Second tour |  |
| Candidat          | Candidat                  | Parti               | Voix         | %            | Voix        | %           |  |
| ----------------- | ------------------------- | ------------------- | ------------ | ------------ | ----------- | ----------- |  |
|                   | Yves Bur élu              | UDF (CDS)           | 18 829       | 41,86        | 23 272      | 75,59       |  |
|                   | Georges-Pierre Noth       | FN                  | 7 333        | 16,30        | 7 515       | 24,41       |  |
|                   | Bernard Krieger           | PS                  | 7 033        | 15,63        |             |             |  |
|                   | André Stoeffler           | RPR                 | 6 143        | 13,65        |             |             |  |
|                   | Denis Maurer              | MÉI                 | 2 314        | 5,14         |             |             |  |
|                   | Roland Robert             | LO                  | 912          | 2,02         |             |             |  |
|                   | Christine Kling-Moreau    | MDC                 | 672          | 1,49         |             |             |  |
|                   | Thierry-Karl Goschescheck | Régionaliste (NFEL) | 569          | 1,26         |             |             |  |
|                   | José Hamm                 | PCF                 | 555          | 1,23         |             |             |  |
|                   | Roger Heller              | Sans étiquette      | 413          | 0,91         |             |             |  |
|                   | Didier Barthelmé          | Sans étiquette      | 209          | 0,46         |             |             |  |
|                   |                           |                     |              |              |             |             |  |
| Inscrits          | Inscrits                  | Inscrits            |              | 100,00       |             | 100,00      |  |
| Abstentions       |                           |                     |              |              |             |             |  |
| Votants           |                           |                     |              |              |             |             |  |
| Blancs et nuls    |                           |                     |              |              |             |             |  |
| Exprimés          | Exprimés                  | Exprimés            | 44 982       |              | 30 787      |             |  |
| Source : Le Monde |                           |                     |              |              |             |             |  |

Le suppléant de Yves Bur était Jean-Daniel Zeter, conseiller général de Truchtersheim et maire de Stutzheim-Offenheim.

### Élections de 1997
| Candidat       | Candidat                  | Parti              | Premier tour | Premier tour | Second tour | Second tour |  |
| Candidat       | Candidat                  | Parti              | Voix         | %            | Voix        | %           |  |
| -------------- | ------------------------- | ------------------ | ------------ | ------------ | ----------- | ----------- |  |
|                | Yves Bur sortant réélu    | UDF (FD)           | 21 847       | 34,93        | 43 105      | 71,92       |  |
|                | Georges-Pierre Noth       | FN                 | 13 905       | 22,23        | 16 831      | 28,08       |  |
|                | Jean-Marie Beutel         | PS                 | 11 714       | 18,73        |             |             |  |
|                | André Stoeffler           | LDI (MPF)          | 3 750        | 5,99         |             |             |  |
|                | Jacques Fernique          | Les Verts          | 2 353        | 3,76         |             |             |  |
|                | Jean-Yves Sohm            | Régionaliste (ADA) | 2 163        | 3,46         |             |             |  |
|                | Roland Robert             | LO                 | 1 804        | 2,88         |             |             |  |
|                | Denis Maurer              | MÉI                | 1 623        | 2,59         |             |             |  |
|                | Jean-Marie Bibérian       | PCF                | 1 132        | 1,81         |             |             |  |
|                | Sabrina Traballoni        | GÉ                 | 1 108        | 1,6          |             |             |  |
|                | Henri-Pierre Bapst        | LT-LNÉ             | 999          | 1,6          |             |             |  |
|                | Thierry-Karl Goschescheck | Régionaliste       | 155          | 0,25         |             |             |  |
|                |                           |                    |              |              |             |             |  |
| Inscrits       | Inscrits                  | Inscrits           | 100 411      | 100,00       | 100 410     | 100,00      |  |
| Abstentions    | Abstentions               | Abstentions        | 34 907       | 34,76        | 33 578      | 33,44       |  |
| Votants        | Votants                   | Votants            | 65 504       | 65,24        | 66 832      | 66,56       |  |
| Blancs et nuls | Blancs et nuls            | Blancs et nuls     | 2 951        | 4,51         | 6 896       | 10,32       |  |
| Exprimés       | Exprimés                  | Exprimés           | 62 553       | 95,49        | 59 936      | 89,68       |  |

Le suppléant de Yves Bur était Jean-Daniel Zeter, conseiller général de Truchtersheim et maire de Stutzheim-Offenheim.

### Élections de 2002
|                | Yves Bur sortant réélu   | UMP              | 36 140  | 57,48  |  |  |  |
|                | Jacques Fernique         | Les Verts (PS)   | 12 167  | 19,35  |  |  |  |
|                | Marilène Heitz           | FN               | 7 073   | 11,25  |  |  |  |
|                | Georges-Pierre Noth      | MNR              | 3 084   | 4,9    |  |  |  |
|                | Martine Charbonnel       | MÉI              | 1 516   | 2,41   |  |  |  |
|                | Jacqueline Berthon       | Pôle républicain | 977     | 1,55   |  |  |  |
|                | Claude Kugler            | LO               | 753     | 1,2    |  |  |  |
|                | René Floureux            | MPF              | 530     | 0,84   |  |  |  |
|                | Olivier Gebuhrer         | PCF              | 481     | 0,76   |  |  |  |
|                | Thierry-Karl Goscheschek | Régionaliste     | 155     | 0,25   |  |  |  |
|                |                          |                  |         |        |  |  |  |
| Inscrits       | Inscrits                 | Inscrits         | 106 733 | 100,00 |  |  |  |
| Abstentions    | Abstentions              | Abstentions      | 42 860  | 40,16  |  |  |  |
| Votants        | Votants                  | Votants          | 63 873  | 59,84  |  |  |  |
| Blancs et nuls | Blancs et nuls           | Blancs et nuls   | 997     | 1,56   |  |  |  |
| Exprimés       | Exprimés                 | Exprimés         | 62 876  | 98,44  |  |  |  |

Le suppléant de Yves Bur était Jean-Daniel Zeter.

### Élections de 2007
|                | Yves Bur sortant réélu | UMP            | 36 365  | 56,84  |  |  |  |
|                | Claude Froehly         | PS             | 10 078  | 15,75  |  |  |  |
|                | Anne Meunier           | UDF–MoDem      | 7 123   | 11,13  |  |  |  |
|                | Jacques Fernique       | Les Verts      | 3 349   | 5,23   |  |  |  |
|                | Marie-Madeleine Heitz  | FN             | 3 235   | 5,06   |  |  |  |
|                | Fabien Foesser         | MÉI            | 1 147   | 1,79   |  |  |  |
|                | Michel Oswald          | LCR            | 927     | 1,45   |  |  |  |
|                | Anthony Meckert        | Divers         | 550     | 0,86   |  |  |  |
|                | Frédéric Lalande       | MNR            | 459     | 0,72   |  |  |  |
|                | Ariane Henry           | PCF            | 381     | 0,6    |  |  |  |
|                | Marc Baud-Berthier     | LO             | 366     | 0,57   |  |  |  |
|                |                        |                |         |        |  |  |  |
| Inscrits       | Inscrits               | Inscrits       | 114 052 | 100,00 |  |  |  |
| Abstentions    | Abstentions            | Abstentions    | 49 125  | 43,07  |  |  |  |
| Votants        | Votants                | Votants        | 64 927  | 56,93  |  |  |  |
| Blancs et nuls | Blancs et nuls         | Blancs et nuls | 947     | 1,46   |  |  |  |
| Exprimés       | Exprimés               | Exprimés       | 63 980  | 98,54  |  |  |  |

### Élections de 2012
| Candidat       | Candidat               | Parti          | Premier tour | Premier tour | Second tour | Second tour |  |
| Candidat       | Candidat               | Parti          | Voix         | %            | Voix        | %           |  |
| -------------- | ---------------------- | -------------- | ------------ | ------------ | ----------- | ----------- |  |
|                | Sophie Rohfritsch élue | UMP            | 21 951       | 43,94        | 29 154      | 65,05       |  |
|                | Nadine Soccio          | PS             | 11 646       | 23,31        | 15 665      | 34,95       |  |
|                | Pascale Elles          | RBM (FN)       | 7 987        | 15,99        |             |             |  |
|                | Luc Huber              | EÉLV           | 2 347        | 4,70         |             |             |  |
|                | Danielle Meyer-Traber  | AC             | 1 510        | 3,02         |             |             |  |
|                | Julien Ratcliffe       | FG (PCF) (PG)  | 1 117        | 2,24         |             |             |  |
|                | Frédéric Le Jehan      | CpF (MoDem)    | 818          | 1,64         |             |             |  |
|                | Jacques Barthel        | UDF            | 641          | 1,28         |             |             |  |
|                | Agnès Hirzel           | LT-LNÉ         | 591          | 1,18         |             |             |  |
|                | Emmanuel Leroy         | Pirate         | 394          | 0,79         |             |             |  |
|                | Jean-Philippe Martin   | AÉI            | 340          | 0,68         |             |             |  |
|                | Marie-Gabrielle Lucas  | PCD            | 314          | 0,63         |             |             |  |
|                | Valérie Acker          | NPA            | 171          | 0,34         |             |             |  |
|                | Marc Baud-Berthier     | LO             | 131          | 0,26         |             |             |  |
|                |                        |                |              |              |             |             |  |
| Inscrits       | Inscrits               | Inscrits       | 89 933       | 100,00       | 89 926      | 100,00      |  |
| Abstentions    | Abstentions            | Abstentions    | 39 346       | 43,75        | 43 784      | 48,69       |  |
| Votants        | Votants                | Votants        | 50 587       | 56,25        | 46 142      | 51,31       |  |
| Blancs et nuls | Blancs et nuls         | Blancs et nuls | 629          | 1,24         | 1 323       | 2,87        |  |
| Exprimés       | Exprimés               | Exprimés       | 49 958       | 98,76        | 44 819      | 97,13       |  |

### Élections de 2017
|                                                                           |                                                                                              |                           |                           |                          |                          |
|                                                                           |                                                                                              | Premier tour 11 juin 2017 | Premier tour 11 juin 2017 | Second tour 18 juin 2017 | Second tour 18 juin 2017 |
|                                                                           |                                                                                              |                           |                           |                          |                          |
|                                                                           |                                                                                              | Nombre                    | % des inscrits            | Nombre                   | % des inscrits           |
| Inscrits                                                                  | Inscrits                                                                                     | 94 513                    | 100,00                    | 94 490                   | 100,00                   |
| Abstentions                                                               | Abstentions                                                                                  | 47 822                    | 50,60                     | 54 683                   | 57,87                    |
| Votants                                                                   | Votants                                                                                      | 46 691                    | 49,40                     | 39 807                   | 42,13                    |
|                                                                           |                                                                                              |                           | % des votants             |                          | % des votants            |
| Bulletins blancs                                                          | Bulletins blancs                                                                             | 458                       | 0,98                      | 1 656                    | 4,16                     |
| Bulletins nuls                                                            | Bulletins nuls                                                                               | 168                       | 0,36                      | 838                      | 2,11                     |
| Suffrages exprimés                                                        | Suffrages exprimés                                                                           | 46 065                    | 98,66                     | 37 313                   | 93,73                    |
|                                                                           |                                                                                              |                           |                           |                          |                          |
| Candidat Étiquette politique (partis et alliances)                        | Candidat Étiquette politique (partis et alliances)                                           | Voix                      | % des exprimés            | Voix                     | % des exprimés           |
|                                                                           |                                                                                              |                           |                           |                          |                          |
|                                                                           | Martine Wonner La République en marche                                                       | 19 127                    | 41,52                     | 20 842                   | 55,86                    |
|                                                                           | Sophie Rohfritsch (députée sortante) Les Républicains (Union des démocrates et indépendants) | 10 941                    | 23,75                     | 16 471                   | 44,14                    |
|                                                                           | Thibault Manteaux Front national                                                             | 4 926                     | 10,69                     |                          |                          |
|                                                                           | Albert Schwartz La France insoumise                                                          | 3 237                     | 7,03                      |                          |                          |
|                                                                           | Morgane Keck Unser Land                                                                      | 2 009                     | 4,36                      |                          |                          |
|                                                                           | Nathalie Palmier Europe Écologie Les Verts                                                   | 1 685                     | 3,66                      |                          |                          |
|                                                                           | Jacques Cordonnier Alsace d'abord                                                            | 1 039                     | 2,26                      |                          |                          |
|                                                                           | Thibaut Vinci Parti radical de gauche (Parti socialiste)                                     | 845                       | 1,83                      |                          |                          |
|                                                                           | Michèle Trémolières Mouvement écologiste indépendant                                         | 674                       | 1,46                      |                          |                          |
|                                                                           | Éric Mouy Debout la France                                                                   | 659                       | 1,43                      |                          |                          |
|                                                                           | Alexandra Brasleret Union populaire républicaine                                             | 296                       | 0,64                      |                          |                          |
|                                                                           | Yasmina Chadli Parti communiste français                                                     | 239                       | 0,52                      |                          |                          |
|                                                                           | Patrick Arbogast Sans étiquette                                                              | 168                       | 0,36                      |                          |                          |
|                                                                           | Marc Baud-Berthier Lutte ouvrière                                                            | 139                       | 0,30                      |                          |                          |
|                                                                           | Mathieu Le Tallec Parti ouvrier indépendant démocratique                                     | 81                        | 0,18                      |                          |                          |
| Source : Ministère de l'Intérieur - Quatrième circonscription du Bas-Rhin |                                                                                              |                           |                           |                          |                          |

### Élections de 2022
Les élections législatives françaises de 2022 se déroulent les dimanches 12 et 19 juin 2022.
| Résultats des élections législatives des 12 et 19 juin 2022 de la 4e circonscription du Bas-Rhin |                          |                          |                          |              |              |             |             |
| Candidat                                                                                         | Candidat                 | Parti et coalition       | Nuance                   | Premier tour | Premier tour | Second tour | Second tour |
| Candidat                                                                                         | Candidat                 | Parti et coalition       | Nuance                   | Voix         | %            | Voix        | %           |
|                                                                                                  | Françoise Buffet         | LREM (ENS)               | ENS                      | 14 554       | 31,38        | 26 874      | 66,10       |
|                                                                                                  | Imane Lahmeur            | LFI (NUPES)              | NUP                      | 7 952        | 17,15        | 13 782      | 33,90       |
|                                                                                                  | Virginie Joron           | RN                       | RN                       | 7 931        | 17,10        |             |             |
|                                                                                                  | Eric Amiet               | LR (UDC)                 | LR                       | 6 838        | 14,75        |             |             |
|                                                                                                  | Martine Wonner*          | SÉ                       | DIV                      | 2 494        | 5,38         |             |             |
|                                                                                                  | Bénédicte Matz           | UL (RPS)                 | REG                      | 1 920        | 4,14         |             |             |
|                                                                                                  | Virginie Beck            | REC                      | REC                      | 1 858        | 4,01         |             |             |
|                                                                                                  | Clément Behr             | EAC                      | ECO                      | 1 607        | 3,47         |             |             |
|                                                                                                  | Alain North              | PP                       | DIV                      | 388          | 0,84         |             |             |
|                                                                                                  | Jean-Claude Chirollet    | LP (UPF)                 | DSV                      | 329          | 0,71         |             |             |
|                                                                                                  | Marina Lafay             | PP                       | DVG                      | 277          | 0,60         |             |             |
|                                                                                                  | Mehdi Benhlal            | LO                       | DXG                      | 226          | 0,49         |             |             |
| Votes valides                                                                                    | Votes valides            | Votes valides            | Votes valides            | 46 374       | 98,42        | 40 656      | 92,47       |
| Votes blancs                                                                                     | Votes blancs             | Votes blancs             | Votes blancs             | 550          | 1,17         | 2 456       | 5,59        |
| Votes nuls                                                                                       | Votes nuls               | Votes nuls               | Votes nuls               | 195          | 0,41         | 855         | 1,94        |
| Total                                                                                            | Total                    | Total                    | Total                    | 47 119       | 100          | 43 967      | 100         |
| Abstention                                                                                       | Abstention               | Abstention               | Abstention               | 50 791       | 51,88        | 53 953      | 55,10       |
| Inscrits / participation                                                                         | Inscrits / participation | Inscrits / participation | Inscrits / participation | 97 910       | 48,12        | 97 920      | 44,90       |
| * députée sortante                                                                               |                          |                          |                          |              |              |             |             |

### Élections de 2024
| Candidat                 | Candidat                 | Parti et coalition       | Nuances                  | Premier tour | Premier tour | Second tour | Second tour |
| Candidat                 | Candidat                 | Parti et coalition       | Nuances                  | Voix         | %            | Voix        | %           |
| ------------------------ | ------------------------ | ------------------------ | ------------------------ | ------------ | ------------ | ----------- | ----------- |
|                          | Delphine Daubenberger    | RN                       | RN                       | 22 625       | 33,11        |             |             |
|                          | Françoise Buffet         | RE (ENS)                 | ENS                      | 22 107       | 32,36        |             |             |
|                          | Raphaëlle Krattinger     | LFI (NFP)                | UG                       | 14 297       | 20,92        |             |             |
|                          | Nelly Aeschelmann        | LR                       | LR                       | 3 936        | 5,76         |             |             |
|                          | Catherine Berthol        | NÉ                       | DVD                      | 2 389        | 3,50         |             |             |
|                          | Bénédicte Matz           | UL (R&PS)                | REG                      | 1 982        | 2,90         |             |             |
|                          | Jean-Louis Bigot         | REC                      | REC                      | 645          | 0,94         |             |             |
|                          | Mehdi Benhlal            | LO                       | EXG                      | 344          | 0,50         |             |             |
|                          |                          |                          |                          |              |              |             |             |
| Votes valides            | Votes valides            | Votes valides            | Votes valides            | 68 325       | 98,19        |             |             |
| Votes blancs             | Votes blancs             | Votes blancs             | Votes blancs             | 902          | 1,30         |             |             |
| Votes nuls               | Votes nuls               | Votes nuls               | Votes nuls               | 360          | 0,52         |             |             |
| Total                    | Total                    | Total                    | Total                    | 69 587       | 100          |             | 100         |
| Abstention               | Abstention               | Abstention               | Abstention               | 29 462       | 29,74        |             |             |
| Inscrits / participation | Inscrits / participation | Inscrits / participation | Inscrits / participation | 99 049       | 70,26        |             |             |